# Ларка (коммуна)
Ларка́ (фр. Larcat) — коммуна во Франции, находится в регионе Юг — Пиренеи. Департамент коммуны — Арьеж. Входит в состав кантона Ле-Кабан. Округ коммуны — Фуа.
Код INSEE коммуны — 09155.

## Население
Население коммуны на 2008 год составляло 39 человек.
| 1962 | 1968 | 1975 | 1982 | 1990 | 1999 | 2008 |
| ---- | ---- | ---- | ---- | ---- | ---- | ---- |
| 59   | 64   | 59   | 51   | 44   | 33   | 39   |

## Экономика
В 2007 году среди 20 человек в трудоспособном возрасте (15—64 лет) 14 были экономически активными, 6 — неактивными (показатель активности — 70,0 %, в 1999 году было 55,6 %). Из 14 активных работали 13 человек (6 мужчин и 7 женщин), безработной была 1 женщина. Среди 6 неактивных 1 человек был учеником или студентом, 2 — пенсионерами, 3 были неактивными по другим причинам.

## Достопримечательности
- Часовня Saint-Barthélémy
- Церковь XIX века
- Руины мельницы
- Руины завода в местности под названием les mouillères

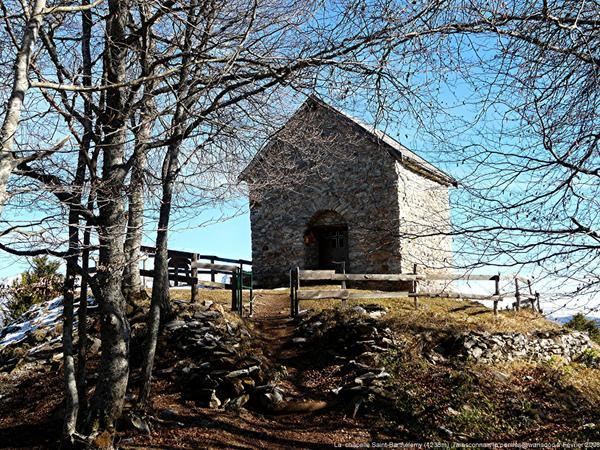
Часовня Saint-Barthélémy

- Церковь св. Петра
- Ручей Прад